# Kerriothyrsus tetrandrus
Kerriothyrsus es un género monotípico de plantas fanerógamas pertenecientes a la familia Melastomataceae. Su única especie es: Kerriothyrsus tetrandrus.

## Taxonomía
Kerriothyrsus tetrandrus fue descrita por C.Hansen  y publicado en Willdenowia 17(1–2): 154. 1988. La especie fue aceptada y publicado al mismo tiempo que el género. 